# A Ton of Love
A Ton of Love – pierwszy singel brytyjskiego zespołu Editors, pochodzący z albumu „The Weight of Your Love”.

## Zarys ogólny
Premiera tytułowego utworu „A Ton of Love” odbyła się 6 maja 2013 roku w programie Zane Lowe w BBC Radio 1. Teledysk do piosenki został opublikowany tego samego dnia. O północy 6 maja 2013 roku utwór udostępniono do odpłatnego pobrania z Internetu. Singiel został wydany 14 czerwca 2013 roku w formie digital download. 24 czerwca 2013 roku wydano 7" płytę winylową.

## Lista utworów
7" winyl
| Nr | Tytuł utworu    | Długość |
| -- | --------------- | ------- |
| 1. | „A Ton of Love” | 3:58    |
| 2. | „The Sting”     | 4:04    |
|    |                 | 8:02    |

Digital download
| Nr | Tytuł utworu    | Długość |
| -- | --------------- | ------- |
| 1. | „A Ton of Love” | 3:58    |
| 2. | „The Weight”    | 4:32    |
| 3. | „The Sting”     | 4:04    |
|    |                 | 12:34   |

## Listy przebojów
| Państwo  | Lista                | Najwyższa pozycja |
| -------- | -------------------- | ----------------- |
| Belgia   | Ultratop 50 Flanders | 36                |
| Belgia   | Ultratip Wallonia    | 32                |
| Holandia | Mega Single Top 100  | 54                |